# Ken Bannister
Ken Bannister, (Baltimore, Maryland, 01 de abril de 1960) es un exjugador de baloncesto estadounidense. Desarrolló una larga carrera como jugador profesional en los Estados Unidos y en otros países. 

## Trayectoria
Egresado de la Southwestern Senior High School de Baltimore, Maryland, Bannister tuvo una trayectoria errática por el circuito del baloncesto universitario estadounidense, jugando en distintas competiciones para Trinidad State JC, Indiana State y St. Augustine's.
Fue elegido por los New York Knicks en el Draft de la NBA de 1984, haciendo su debut en la liga durante esa temporada. Luego de completar su temporada como rookie, haría su debut en la USBL, liga a la que volvería a competir en los veranos siguientes.
Tuvo una segunda oportunidad con los Knicks durante la temporada 1985-86 de la NBA, pero no le ofrecieron la continuidad al final de la misma. En consecuencia, tras volver a disputar una temporada de la USBL con los Staten Island Stallions, migró a Israel donde jugaría 25 partidos del torneo local con el Hapoel Holon, volviéndose muy popular entre los seguidores del equipo.
Bannister dejó al equipo israelí al comienzo de la siguiente temporada y recibió una oferta para unirse al Caja de Ronda español, pero, al no concretarse, regresó a los Estados Unidos y jugó dos temporadas con diversos equipos en la CBA. 
En abril de 1989 fue contratado por Los Angeles Clippers para reforzar al equipo en el tramo final de la temporada 1988-89 de la NBA. Su vínculo con los californianos se extendería por dos años más, antes de volver a disputar las ligas menores.
En 1993, luego de consagrase como MVP de la temporada en la USBL, se incorporó al Taugrés Vitoria por pedido del entrenador Manel Comas. Ese sería el inicio de una breve pero intensa participación en la Liga ACB, donde también jugaría para el CB Zaragoza, Joventut de Badalona y el CB Fuenlabrada (en el medio hubo un retorno a la USBL pero como jugador-entrenador de los Treasure Coast Tropics en la temporada 1996).
Los últimos años de su carrera como jugadores profesional transcurrieron entre Puerto Rico, Argentina y Brasil.